# Telmatobius fronteriensis
Telmatobius fronteriensis là một loài ếch thuộc họ Leptodactylidae.
Loài này có ở Chile và có thể cả Bolivia.
Môi trường sống tự nhiên của chúng là sông ngòi, đầm nước ngọt, đất ngập nước địa nhiệt, và ao.